# Воинское кладбище в Щипёрно

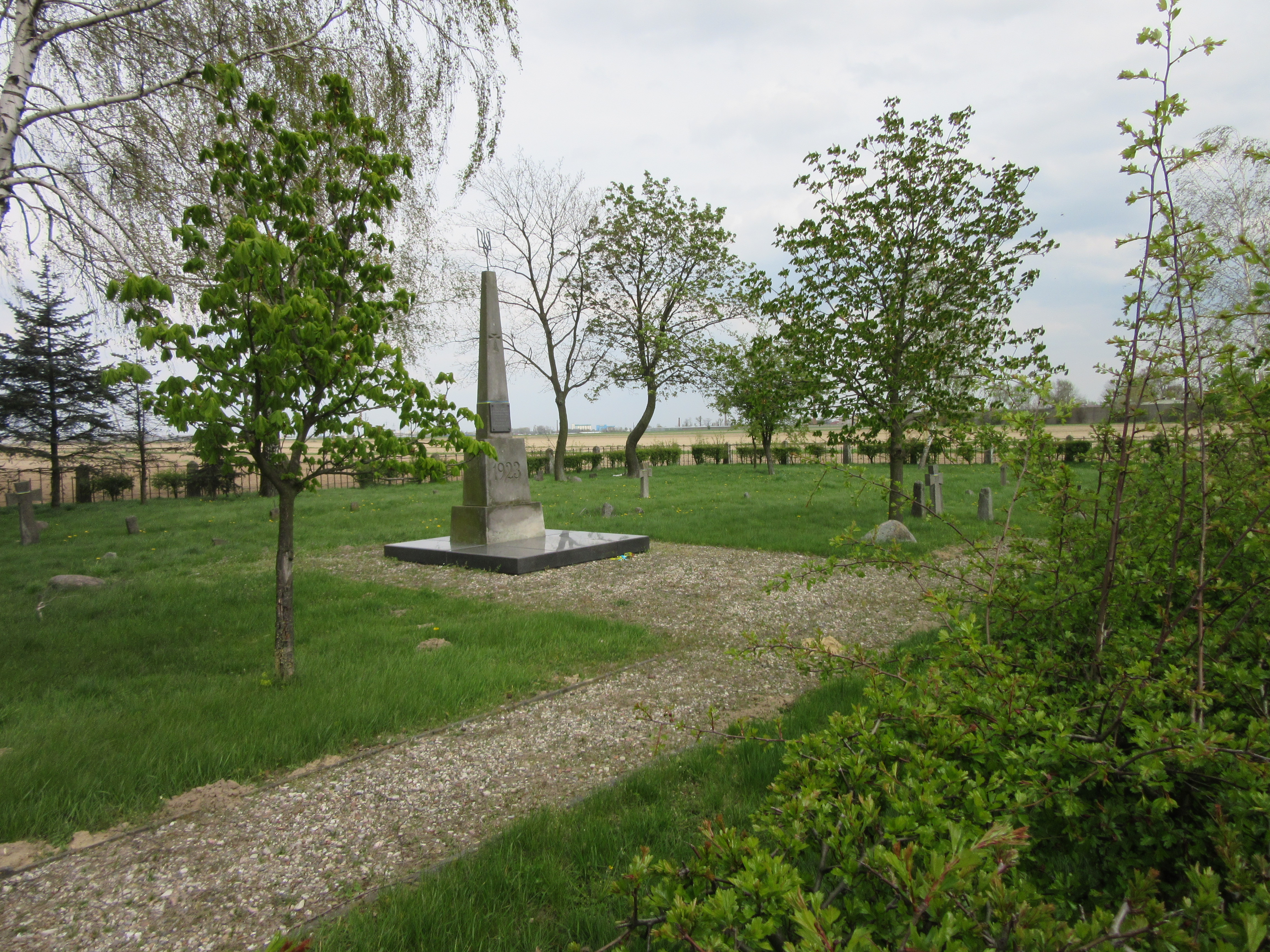

Воинское кладбище в Щипёрно (пол. Ukraiński Cmentarz Wojskowy w Kaliszu, укр. Український військовий цвинтар) — военное кладбище, расположенное в жилом массиве Щипёрно в Калише, в Польше.51°43′50″ с. ш. 18°01′13″ в. д.

## История
Основано в 1914 году как кладбище заключенных в прусском лагере для военнопленных из стран Антанты (русских, английских и французских). В 1917 году также погребались умершие в лагере польские легионеры.
В годы советско-польской войны осуществлялись захоронения (1919—1921 гг.) умерших в лагере № 5 в Щипёрно пленных красноармейцев. Также в 1920—1924 гг. — умерших бойцов антибольшевицких украинских и белогвардейских формирований, которых власти Польской республики интернировали в тот же лагерь.
С 1929 года военное кладбище. В 1945 году разрушено. Восстанавливалось в 1995—2001 годах, вновь открыто в 1999 году, с тех пор называется Украинское военное кладбище (Ukraiński Cmentarz Wojskowy).
По состоянию на 1997 год сохранилась по меньшей мере 1 братская могила умерших в плену красноармейцев. В основном же сохранились захоронения интернированных из армии УНР, на основе которых образовано украинское военное кладбище в Калиш-Щипёрно.